# Nordsumatra
Nordsumatra (eller på indonesisk Sumatera Utara) er en provins i Indonesien, beliggende på den nordlige del af øen Sumatra. Provinsen har et areal på 71.680 km2 og er beboet af ca. 11.642.000 indbyggere. Hovedstaden og den største by er Medan.
Nordsumatra grænser mod nordvest op til provinsen Aceh, og mod sydøst provinserne Riau og Vestsumatra.